# الطفل الباكي

إحدى نسخ لوحة الطفل الباكي

لوحة الطفل الباكي، هي لوحة ذات انتشار واسع، رسمها الفنان الإيطالي (جيوفاني براغولين) واسمه الحقيقي (برونو أماديو). رسم نسخاً كثيرة تدور مواضيعها حول أولاد أو بنات صغار يبكون، وانتشرت هذه اللوحة بشكل واسع منذ عام 1950.

## قصة اللوحة
عام 1969م، وذات يوم مترب حار في مدريد، كان أماديو على وشك الانتهاء من رسم إحدى لوحاته عندما سمع في الشارع الواقع أسفل محترفه صوت نشيج متقطع. وعندما نظر من الشرفة رأى صبيا يرتدي أسمالاً بالية وهو يجلس خارج حانة قريبة ويبكي. نادى الرسام على الصبي وسأله عن المشكلة، فنظر إليه بصمت وكان ما يزال يبكي.
أماديو الذي أخذته الشفقة على الصبي اصطحبه إلى ورشته وأطعمه ثم رسم له بورتريهاً. وقد زاره الولد بعد ذلك مرارا ورسم له بورتريهات عديدة. وطوال تلك الزيارات لم يتوقّف الصبي عن البكاء كما لم يتفوه بكلمة.
وبعد وقت قصير من لقائه الأول مع الصبي، زار الرسام في بيته كاهن محلي كان في حالة ارتباك واضح. كان الكاهن قد رأى الصورة التي رسمها الفنان للصبي واخبره أن اسمه دون بونيللو وانه هرب ليهيم على وجهه في الشوارع بعد أن رأى والده يتفحم حتى الموت عندما التهم حريق بيتهم. وقد نصح الكاهن الرسام بأن لا يفعل المزيد من أجل الصبي لأنه أينما ذهب كانت النار تشب في إثره. ارتعب أماديو من حقيقة أن رجلا متدينا ومن أهل الله ينصحه بأن يدير ظهره لصبي يتيم وضعيف. وفي النهاية تجاهل الرسام نصيحة الكاهن وبادر إلى تبني الصبي بعد ذلك بوقت قصير. وفي الأشهر التالية بيعت نسخ كثيرة من البورتريه على نطاق واسع وكبير في طول وعرض أوروبا وأصبح الرسام ثريا جدا. ويقال أن الرسام والصبي عاشا حياة مريحة بفضل نجاح اللوحة. واستمر كل شيء على ما يرام إلى أن عاد الرسام إلى بيته ذات يوم ليفاجأ بأن بيته ومحترفه احترقا عن آخرهما وسويا بالأرض. ونتيجة لذلك تدمرت حياة الفنان ثم لم تلبث أصابع الاتهام أن وجهت إلى الصبي بونيللو الذي اتهمه الرسام بإشعال حريق متعمد في بيته. غير أن الصبي هرب من البيت ولم يره أحد بعد ذلك أبدا.
أماديو نفسه لم يسمع عن الصبي ثانية. لكن في أحد الأيام من عام 1976 تناقلت الأخبار نبأ حادث سيارة رهيب وقع في أحد ضواحي برشلونة. ويبدو أن السيارة ارتطمت بجدار خرساني بينما كانت تسير بسرعة جنونية لتتحول إلى كرة من نار. وداخل الحطام احترقت جثة السائق وتشوهت لدرجة انه كان من الصعب التعرف على هويته. غير انه أمكن استنقاذ جزء من رخصة قيادته التي كانت في حجرة القفّازات بالسيارة. وتبين أن السائق كان شابا يبلغ من العمر تسعة عشر عاما وكان اسمه دون بونيللو. وبعد مرور فترة قصيرة على الحادث تواترت تقارير صحفية عديدة عن حوادث اشتعال نار غريبة في العديد من أنحاء أوروبا. المفارقة الغريبة هي انه لم يعثر على أي سجلات في برشلونة تشير إلى موت شاب باسم دون بونيللو في حادث سيارة. كما لم يعثر على أي سجلات عن فنان احترق بيته باسم برونو أماديو أو جيوفاني براغولين أو حتى فرانكو سيفيل. وحتى على افتراض وجود شخص باسم دون بونيللو وانه هو الموديل الذي استخدم في رسم لوحة الصبي الباكي، فإن هذا وحده لا يكفي للإجابة على أي من الأسئلة المتعلقة باللعنة التي ارتبطت باللوحة. ولا بد وأن الكثيرين لاحظوا أن البورتريهات المنسوبة لـ أماديو والتي صور فيها أطفالا يبكون هي لأطفال مختلفي الأعمار والملامح. ويمكن أن يكون بونيللو أحدهم وقد لا يكون أيا منهم. ويقال أن هناك ثمانا وعشرين صورة مختلفة وكلها تحمل نفس الاسم، أي الصبي الباكي.
لكن هذا كله لم يؤثر في شعبية القصة. بل لقد انتشرت كألسنة اللهب مع بدايات القرن الحادي والعشرين بفضل انتشار ورواج الإنترنت. وبدأت قصص الصبي الباكي في الظهور في عدد آخر من مناطق العالم البعيدة كالبرازيل واليابان. وفي عام 2006 أسست مجموعة من الطلاب الهولنديين ناديا للمعجبين بالصبي الباكي. وكانت غايتهم جمع نسخ اللوحات الثمان والعشرين المعروفة ووضعها في موقع اليكتروني أنشأوه لهذه الغاية. لكن المحزن أن الموقع سرعان ما اختفى ولا أحد يعرف ما الذي حل بأصحابه. وثمة احتمال بأنهم سينضمون الآن إلى أسطورة اللعنة بالرغم من أنهم قد يكونون كبروا وعرفوا أن هناك في الحياة أشياء أخرى أكثر نفعا وجدوى. ويقال اليوم إن السبب في نجاة اللوحات من حوادث الحريق له علاقة بطبيعة المواد التي كانت تستخدم في صنعها. فقد جرت العادة على استنساخ اللوحات التي تنتج عادة بأعداد ضخمة وذلك بطباعتها على أسطح قوية تلبية لمتطلّبات وشروط المصنع. وفي حالة الصبي الباكي، كانت اللوحات تصنع من ألواح مضغوطة وهي مادة يتفق معظم خبراء الحرائق على صعوبة اشتعالها، مع أن ذلك ليس بالأمر المستحيل تماما. إذن، أمكن إثبات أن الصور يمكن أن تحترق، لكن بصعوبة. وبالنتيجة، أصبح ممكنا تفسير وجود بعض الصور سليمة في مسرح الحريق. الجزء الوحيد من قصة دون بونيللو وبرونو أماديو الذي يمكن التحقق منه بشكل قاطع هو أن في إسبانيا مدينة اسمها مدريد وأخرى تسمى برشلونة. وبناء عليه، فإن الأثر الوحيد المتبقي من قصة الصبي الباكي لا يعدو كونه مجرد كومة من رماد.

## اللعنة
في 4 سبتمبر 1985 نشرت صحيفة ذا صن البريطانية بأن هناك رجل إطفاء من يوركشاير يدعي أن نسخاً غير محترقة كانت توجد في عدد كبير من البيوت المحترقة. وأكمل بأنه ليس هناك رجل إطفاء يسمح بدخول هذه اللوحة إلى منزله. وفي الشهور اللاحقة قامت صحيفة الصن وعدد آخر من صحف التابلويد بنشر سلسلة من التحقيقات حول أناس كان يمتلكون اللوحة وتعرضوا لاحتراق منازلهم.
لكن في عام 2007 كشف دكتور ديفيد كلارك باحث وكاتب صحفي أن هذه المزاعم غير صحيحة وأنها مجرد فرقعة من أحد محرري جريدة ذا صن.